# Isabel Valdés
Isabel Valdés Aragonés (Calzada de Calatrava, 1985) es una periodista española especializada en género y feminismo. En febrero de 2022, El País nombró a Valdés corresponsal de género, para seguir de cerca todo lo relacionado con las violencias machistas y para evitar los sesgos machistas que pueden seguir presentes en las informaciones. En noviembre de 2022, la Delegación del Gobierno en la Comunidad de Madrid entregó a Valdés el premio ‘Meninas 2022’ por su compromiso con la defensa de los derechos de la mujer y la lucha contra la violencia de género.

## Trayectoria
Valdés estudió Periodismo en la Universidad Complutense de Madrid (UCM) y cursó el Máster de la Escuela de Periodismo de la Universidad Autónoma de Madrid (UAM) y El País.
En 2011, se presentó como candidata a la alcaldía del Partido Socialista Obrero Español (PSOE) en las elecciones municipales de mayo en Calzada de Calatrava. Con 25 años, era la candidata más joven presentada por el PSOE en Ciudad Real. Después de tres años en la oposición, en 2014, presentó su dimisión como portavoz y número uno del grupo municipal socialista por motivos profesionales.
En 2018, Valdés publicó su libro Violadas o muertas. Un alegato contra todas las "manadas" (y sus cómplices) con prólogo de Cristina Almeida y epílogo de Manuela Carmena. El libro repasa el caso de violencia sexual de La Manada, ocurrido durante las fiestas de San Fermín en la madrugada del 7 de julio de 2016. Además, hace un recorrido por diferentes hitos del feminismo de la última década entre los que se encuentran el movimiento Me Too, la huelga feminista del 8 de marzo de 2018 en España, o la iniciativa No sin Mujeres por la paridad de género en paneles de eventos y conferencias, entre otros.
Como redactora de El País, empezó su trayectoria en la sección de especiales que luego se amplió a branded content, escribiendo a la vez sobre actualidad, cultura, música y feminismo. Coordinó el blog Mujeres entre 2014 y hasta su desaparición, en 2002, y ha sido una de las responsables de EL PAÍS Fem, las redes sociales del diario enfocadas a la cobertura del feminismo. En septiembre de 2018 entró a formar parte, junto a Pilar Álvarez Molero, de la primera cartera de género del periódico y en octubre de 2019 comenzó como redactora de Sanidad de la sección de Madrid, y entre 2020 y 2022, informó sobre la pandemia por COVID-19.
En febrero de 2022, El País nombró a Valdés corresponsal de género para seguir de cerca todo lo relacionado con las violencias machistas y para evitar los sesgos machistas que pueden seguir presentes en las informaciones. Sustituyó en el cargo a Pilar Álvarez Molero, que llevaba la corresponsalía creada en 2018, pionera en España y una de las primeras en el mundo, y que ha introducido la perspectiva de género en su libro de estilo.
Valdés participa en charlas y conferencias relacionadas con la igualdad y la perspectiva de género y forma parte del movimiento Las Periodistas Paramos, mujeres profesionales de la comunicación que secundaron la huelga feminista del 8 de marzo de 2018 en España. También formó parte del equipo de Jauría, la obra de teatro dirigida por Miguel del Arco sobre el caso de La Manada.

## Reconocimientos
En noviembre de 2022, con motivo del Día Internacional de la Eliminación de la Violencia contra la Mujer, que se conmemora el 25 de noviembre, la ministra de Justicia, Pilar Llop, y la delegada del Gobierno en la Comunidad de Madrid, Mercedes González reconocieron la labor de Valdés en la V edición de los premios ‘Meninas 2022’, unos galardones con los que se distingue a las personas e instituciones que han destacado por su compromiso con la defensa de los derechos de la mujer y la lucha contra la violencia de género.

## Obra
- 2018 – Violadas o muertas. Un alegato contra todas las "manadas" (y sus cómplices). Ediciones Península. ISBN 9788499427256.[16]